# 궈좡쯔역
궈좡쯔역(중국어: 郭庄子站)은 중국 베이징시 펑타이구 루거우차오 가도 징강아오 고속공로 보로·샤오툰로 교차로에 위치한 베이징 지하철 14호선의 지하철역이다. 2013년 5월 5일에 14호선의 서부 구간(장궈좡 ~ 시쥐)과 함께 개통하였다.

## 지하철 계획
베이징은 한때 위취안루선(玉泉路线)을 2014년 완공할 계획이었지만 노선 주변 주민들의 반대 등으로 인하여 건설이 무산되었다. 따라서 이 노선의 건설은 베이징 지하철 계획 및 건설 작업의 4단계에 포함되었으며 원래 위취안루선의 계획은 약간 수정되어 베이징 지하철 30호선으로 이름이 변경되었다. 궈좡쯔역에 역을 건설하고 베이징 지하철 14호선과 환승으로 계획되어 있었다.
궈좡쯔역은 우리뎬(五里店)에 거주하는 주민들을 위해 징강아오 고속공로 남쪽에 출입구를 확보했다.

## 위치
궈좡쯔역은 샤오툰로(북쪽 방향)와 징강아오 고속공로(북동 - 남서쪽 방향)의 교차점 북동쪽에 위치하며 대략 북동 - 남서 방향으로 배열되어 있다.

## 역 구조
궈좡쯔역은 섬식 승강장으로 설계된 2층 건물의 지하역이다.

### 층별 구조
| 지면층             | 출입구                          | A-D출입구                             |
| 지하 1층 대합실 층 | 대합실                          | 발권 서비스, 자동 발매기, 고객 서비스 |
| 지하 2층 승강장 층 | ←                               | ■ 14호선 장궈좡 방면 (다와야오)       |
| 지하 2층 승강장 층 | 섬식 승강장, 왼쪽 출입문이 열림 |                                       |
| 지하 2층 승강장 층 | →                               | ■ 14호선 산거좡 방면 (다징)           |

- 궈좡쯔역 산거좡행 승강장 스크린도어 (2023년 3월 촬영)
- 궈좡쯔역에서 산거좡 간 수직 노선도 (2023년 2월 촬영)
- 징강아오 고속공로 남쪽 방향으로 지정된 궈좡쯔역 C출입구 (2022년 6월 촬영)
- C출입구는 궈좡쯔역에서 가장 많은 승객이 모이는 입구이다. 우리뎬 지역에 거주하는 주민들, 버스나 지하철로 환승하는 고객들이 이용한다. 따라서 공용 자전거 주차장과 자전거가 마련되어 있지만, 2023년 6월부터 궈좡쯔역 C출입구 근처의 전기 자전거 주차가 제한되어 역에 출입하는 승객에게 방해가 되지 않는다.
- 궈좡쯔역 C출입구 및 베이징 지하철 편도 티켓 (2022년 6월 촬영)
- 장궈좡역 방향 승강장 (2022년 4월 촬영)
- 2022년 전염병 동안 궈좡쯔역은 잠시 폐쇄되었고 전염병 확산을 막기 위해 열차는 다징역에서 회차된다는 안내문(2022년 5월 촬영)
- 궈좡쯔역 대합실 (2018년 9월 촬영)
- 궈좡쯔역 대합실 (2022년 8월 촬영)
- 궈좡쯔역 승강장 (2018년 9월 촬영)

## 출입구
|                         |                                | |      |             |
| 출구                    | 지시                           | 출구 인근 | 사진 | 무장애 시설 |
| 出口 · A                | 샤오툰로(小屯路) 서측          | 완헝자위안(万恒家园) |      |             |
| 出口 · B                | 샤오툰로(小屯路) 동측          | 젠방 풍경(建邦枫景) |      |             |
| 出口 · C                | 징강아오 고속(京港澳高速) 북측 | 펑타이구 환경 위생 서비스 센터(丰台区环境卫生服务中心), 베이징 펑타이구 교통위원회(北京市丰台区交通委员会), 우리뎬 지구(五里店地区) |      | 빈칸        |
| 出口 · D                | 징강아오 고속(京港澳高速) 북측 | 펑타이 교통 분리법 집행소(丰台交通支队执法站),베이징 펑타이 제2중학교 부속 실험 초등학교(北京丰台二中附属实验小学)                  |      | 빈칸        |
| 아이콘 설명: 엘리베이터 |                                | |      |             |